# 中同街街道
中同街街道，是中华人民共和国河南省新乡市卫滨区下辖的一个乡镇级行政单位。

## 行政区划
中同街街道下辖以下地区：
铁路工房社区、幸福里社区和田园社区。